# Cratère de Kaali
 (mars 2021).
Si vous disposez d'ouvrages ou d'articles de référence ou si vous connaissez des sites web de qualité traitant du thème abordé ici, merci de compléter l'article en donnant les références utiles à sa vérifiabilité et en les liant à la section « Notes et références ».
Le cratère de Kaali (estonien : Kaali kraater) est un cratère d'impact de 110 m de diamètre situé sur l'île de Saaremaa, en Estonie. Il est entouré de huit autres cratères d'impact, plus petits. Selon l'étude des sédiments au fond du lac, ces cratères ont été formés il y a plus de 4 000 ans et d'autres estimations reculent leur âge à 7 600 ans. Il s'agit donc d'impacts relativement récents. Avant les années 1930, plusieurs hypothèses tentaient d'expliquer l'origine du cratère, y compris des théories portant sur le volcanisme et les processus karstiques. Ses origines météoritiques ont été démontrées de façon concluante par Ivan Reinvald en 1928, 1933 et 1937.

## Formation
Kaali est un groupe de 9 cratères, formant l'un des sites d'impact de météorites les plus récents. Il est dû à l'explosion d'une météorite en plusieurs fragments à quelques kilomètres du sol, chaque fragment formant son propre cratère. L'impact est supposé avoir eu lieu au cours de l'Holocène, plus de 4 000 ans avant notre ère. L'analyse des sphérules de silicate dans les tourbières estoniennes montrent que l'âge possible de cratère d'impact pourrait être d'environ 7 600 ans. D'autres études évaluent son âge à 700 ans av. J.-C. Les cratères ont été formés par un météore avec une vitesse d'impact estimée entre 10 et 20 km/s arrivant par le nord-est avec une masse totale comprise entre 20 et 80 tonnes. À une altitude de 5–10 km, la météorite s'est brisée en morceaux et est tombée sur la Terre en fragments, le plus grand produisant un cratère d'un diamètre de 110 m et une profondeur de 22 m. L'explosion a retiré environ 81 000 m3 de dolomite et d'autres roches et a formé un échappement de gaz extrêmement chaud de 7 à 8 km de haut, carbonisant toute végétation dans un rayon de 6 km.